# Ступища
Ступища, у старих записах також Ступищі, Ступище, Ступице, Струпица, польськ. Stupiszcze — колишнє село Народицького району Житомирської області, Україна, що у 1965 році об'єднане з сусіднім селом Мотійки та у сучасному місцевому побуті називається "хутір Ступища".

## Походження назви
Географічна назва "Ступище" достатньо поширена на слов'янських теренах:
- сучасне село Ступище у Вітебської області Білорусі;
- село Ступище у Бобруйському старостві[5]
- село Каидаковское (Ступище) у Тульській губернії Російської імперії[6];
- село Ступище у Рязанській губернії Російської імперії[7];
- мікротопонім "Ступища" з Самбірського циркулу кінця XVIII – початку ХІХ ст. (сучасна Львівська область),
- назву Ступище у 1906-11 - 1926 рр. носив один з утворених мешканцями с. Юрове Олевського району Житомирської області хуторів-виселків[8]
- хутір Ступища побіля с. Пулемець Шацького району Волинської області[9]
- хутір Ступища від села Чудниця Гощанського району Рівненської області  тощо.

Серед понять, похідними від яких могла стати назва села, можна виокремити пов'язані, зокрема, з його характерним географічним розташуванням:
"ступ" - "місце, до якого доходить ріка при розливі",
"ступа" - "водна поверхня серед болотної місцевості".
"ступи" - "пастки для полювання на лося".

## Історія
1616 роком датується акт-виписка про розподіл земель між братами Олізаром та Андрієм Сінгурами, згідно якого село Ступища (Stupiszcze) належить першому з них, а місцевість Ярмолинова нива (Jarmolina niwa) у цьому ж селі - другому. Вказана копія судової справи наведена в Актовій книзі Овруцького замкового уряду 1678 року.
Близько 1650 року - віднайдення подорожніми жебраками на місці, де постало село, чудотворної ікони Божої Матері Ступищанської.
У документі, датованому кінцем 1664 року та наданому до Овруцького гродського суду 28 вересня 1688 року Каролем Тишкевичем, міститься реєстр володінь його батька, Щенсного Тишкевича. Серед інших населених пунктів в ньому згадане село Ступища та сусіднє село Христинівка.
Село, як маєток брацлавського ловчого Івана-Антонія Потоцького, згадується у акті 21 лютого 1692 року — у скарзі Потоцького на козацького полковника Ярему. Змістом скарги було те, що сотник його полку розігнав ярмарку, що зібралась у містечку Потоцького Старих Народичах, пограбував деяких жителів, а потім заставив міщан та селян навколишніх земель, в тому числі і зі Ступищ, заплатити данину. Було зауважено, що із цього села заплатили «Іван Владика злотих три та Іван Біднарь злотих три».
У тексті Тарифу подимного податку Київського воєводства 1754 року у переліку населених пунктів Овруцького повіту зазначається, що розмір податку з мешканців Ступищ визначено у шість халуп, з села стягнуто 27 грошів на видатки воєводства, а також три злотих і вісімнадцять грошей на утримання загону воєводської міліції.
За Російської імперії село належало до Волинської губернії, Овруцького повіту, Христинівської волості.

## Християнські святині
У дореволюційні часи одним із святих місць Волинської єпархії для християнських паломників, були села Христинівка та Ступища. Увагу богомольців привертала Ступищанська ікона Божої Матері з місцевої Десятинної церкви та ступищанське водоймище, пов’язане із явленням Богоматері.
Чудотворна ікона Божої Матері, яка іменується Ступищанською, за місцевим переказом була принесена на Волинь благочестивими ченцями київської Десятинної церкви. Рятуючись від набігів половців, деякі з ченців згаданої церкви з іконою Божої Матері попливли вгору по Дніпру, перейшли до ріки Прип'яті і, нарешті, вступили в річку Уж (раніше - Ушь). Пропливши нею 70 верств, в тому саме місці, де знаходиться колишнє село Ступища, вони пристали до берега та заховали ікону в дубовому гаю, в дуплі вікового дуба.
Згідно того ж передання, згодом сліпі жебраки, що заблукали в лісі, знесилившись, заснули в гаю під дубом, в тому самому місці, де згодом було зведено Ступищанську церкву. Уві сні чули вони голос, що провістив їм, що в дубі, під якими вони відпочивають, зберігається ікона Божої Матері і коли вони помоляться їй та прикладуться до лику Богоматері, то отримають прозріння. Прокинувшись, сліпці підкорилися чудесному голосу, віднайшли святиню в дубовому дуплі, помолилися перед нею та отримали прозріння. Складаючи подяку за таку милість Божу, жебраки власними силами спорудили в тому місці невеличку капличку в якій і помістили святу ікону. Сталося це, за переказами, близько 1650 року.
До 1800 року підтримували у належному стані та розбудовували каплицю виключно жителі придніпровських губерній, які одержували зцілення своїх недугів від чудотворної ікони Божої Матері. У 1864 році на добровільні пожертвування прочан на місці віднайдення чудотворной ікони Божої Матері Ступищанської побудований був дерев'яний храм на честь пам'яті Успіння Божої Матері, який здобув назву Десятинної церкви. За словами старожилів, взимку, за ясної погоди, з дзвіниці було видно Києво-Печерську лавру.
Щороку 28 серпня (15 серпня за старим стилем) до Ступищанської церкви йшли пішки на прощу тисячі людей. Біля церкви вирував величезний ярмарок. Храм був спалений під час обстрілу в роки Другої світової війни.
На сучасному Ступищанському кладовищі є поховання священників з числа церковного причту.

## Легенди
У колишньому селі Тараси Поліського району Київської області, що зняте з обліку в зв'язку з відселенням мешканців внаслідок аварії на ЧАЕС, побутував переказ, що через сварку поміщиків, власників села Тараси та села Ступища, останній змусив своїх селян прокопати альтернативне русло річки Уж для порушення роботи водяного млина. Спроба була невдалою, проте канал функціонував тривалий час.